# Happy Gilmore
Pour les articles homonymes, voir Gilmore et Termina (homonymie).
Série
Happy Gilmore 2
(2025)
Pour plus de détails, voir Fiche technique et Distribution.
Happy Gilmore ou Terminagolf est un film américain réalisé par Dennis Dugan et sorti en 1996.

## Synopsis
Happy Gilmore (Adam Sandler), un homme qui adore le hockey sur glace plus que sa propre vie qu'il délaisse, doit réunir la somme de 270 000 dollars pour sauver la maison de sa grand-mère qui sera vendue aux enchères car elle n'a pas payé ses impôts depuis une décennie. En pariant avec un déménageur, il se rend compte qu'il a un swing « du tonnerre » au golf et qu'il pourrait faire plusieurs paris sur lui et gagner beaucoup d'argent. En allant dans un practice pour s'entraîner, il se fait remarquer par un ex-professionnel du golf : Chubbs Peterson (Carl Weathers). Ce dernier lui fait comprendre que son coup de golf pourrait le faire entrer dans le circuit professionnel, avec tous les gains qui vont derrière. Tout en ayant le comportement le plus étrange que tous les experts ont pu voir auparavant, il réussit à gagner une compétition de quartier qui le fait entrer sur le circuit professionnel. Pendant tout le temps qu'il amasse l'argent nécessaire au rachat de la maison de sa grand-mère, son adversaire, le talentueux Shooter McGavin (Christopher McDonald), accumule les premières places. Ce dernier est cependant très jaloux de l'intérêt porté à l'original Happy. Il se lance donc dans des magouilles pour le faire renvoyer du circuit, ce qu'il réussit en partie puisque Happy est suspendu. Dans une discussion avec le président du circuit Doug Thompson (Dennis Dugan) à propos de sa suspension, devant Shooter, Happy laisse entrevoir la vente aux enchères de la maison de sa grand-mère, ce qui donne une idée à Shooter. Ce dernier achète la maison aux enchères et propose un marché a Happy : « Quitte le circuit de golf et la maison est à toi ». Happy est tenté un moment mais propose finalement son propre pari : s'il perd le tournoi des champions il quitte le circuit professionnel et s'il gagne il récupère la maison. Shooter accepte.
Happy, qui avait laissé Chubbs sur le carreau depuis le tournoi amateur qui l'avait fait entrer dans le circuit professionnel, décide de faire appel à lui pour apprendre à vraiment jouer au golf. Lors du tournoi, Happy talonne Shooter jusqu'à ce qu'un débile engagé par ce dernier lui fonce dedans avec son véhicule (une Volkswagen Beetle jaune): c'est le début de la descente aux enfers. Déstabilisé, il s'énerve, perd son avance et se fait dépasser par Shooter. Par la suite, sa grand-mère vient lui redonner confiance. Il remonte la pente, réussit un coup impossible et gagne à la fois le tournoi, la maison et le veston doré du gagnant du tournoi.

## Fiche technique
- Titre original : Happy Gilmore
- Titre français : Terminagolf (pour la sortie en vidéo)
- Réalisation : Dennis Dugan
- Scénario : Tim Herlihy (en) et Adam Sandler
- Photographie : Arthur Albert
- Musique : Mark Mothersbaugh
- Montage : Jeff Gourson (en) et Steven R. Moore
- Production : Robert Simonds
- Sociétés de production : Universal Pictures, Brillstein-Grey Entertainment et Robert Simonds Productions
- Société de distribution : Universal Pictures
- Budget : 10 000 000 $
- Pays de production :  États-Unis
- Langue originale : anglais
- Format : Couleur - DTS - 35 mm - 1.85:1
- Genre : comédie, sport
- Date de sortie :
  - États-Unis : 16 février 1996
  - France : inédit en salles, sorti en VHS en 1997[1], puis en DVD le 9 septembre 1999
- Classification[2] :
  - États-Unis : PG-13
  - France : tous publics

## Distribution
- Adam Sandler (VF : Christian Bénard) : Happy Gilmore
- Julie Bowen (VF : Juliette Degenne) : Virginia Venit
- Christopher McDonald (VF : Jérôme Keen) : Shooter McGavin
- Frances Bay (VF : Monique Mélinand) : Grand-mère
- Carl Weathers (VF : Sylvain Lemarié) : Chubbs Peterson
- Dennis Dugan : Doug Thompson
- Richard Kiel (VF : Antoine Tomé) : M. Larson (Lawson en v.o.)
- Allen Covert : Otto
- Robert Smigel (VF : Guillaume Orsat) : l'agent des impôts
- Bob Barker : lui-même
- Lee Trevino : lui-même
- Joe Flaherty : Donald
- Ben Stiller (VF : Thierry Desroses) : Hal
- Kevin Nealon (VF : Jean-Philippe Puymartin) : Gary Potter
- Nancy McClure : Terry

## Récompense
- MTV Movie Awards 1996 : Meilleure scène combat

## Suite
Happy Gilmore 2 est prévue pour le 25 juillet 2025 sur Netflix. Adam Sandler retrouvera Julie Bowen, Ben Stiller et Christopher McDonald. Produit par Netflix, le film sera disponible sur cette plateforme et aucune sortie en salles n'est prévue.